# Jephza

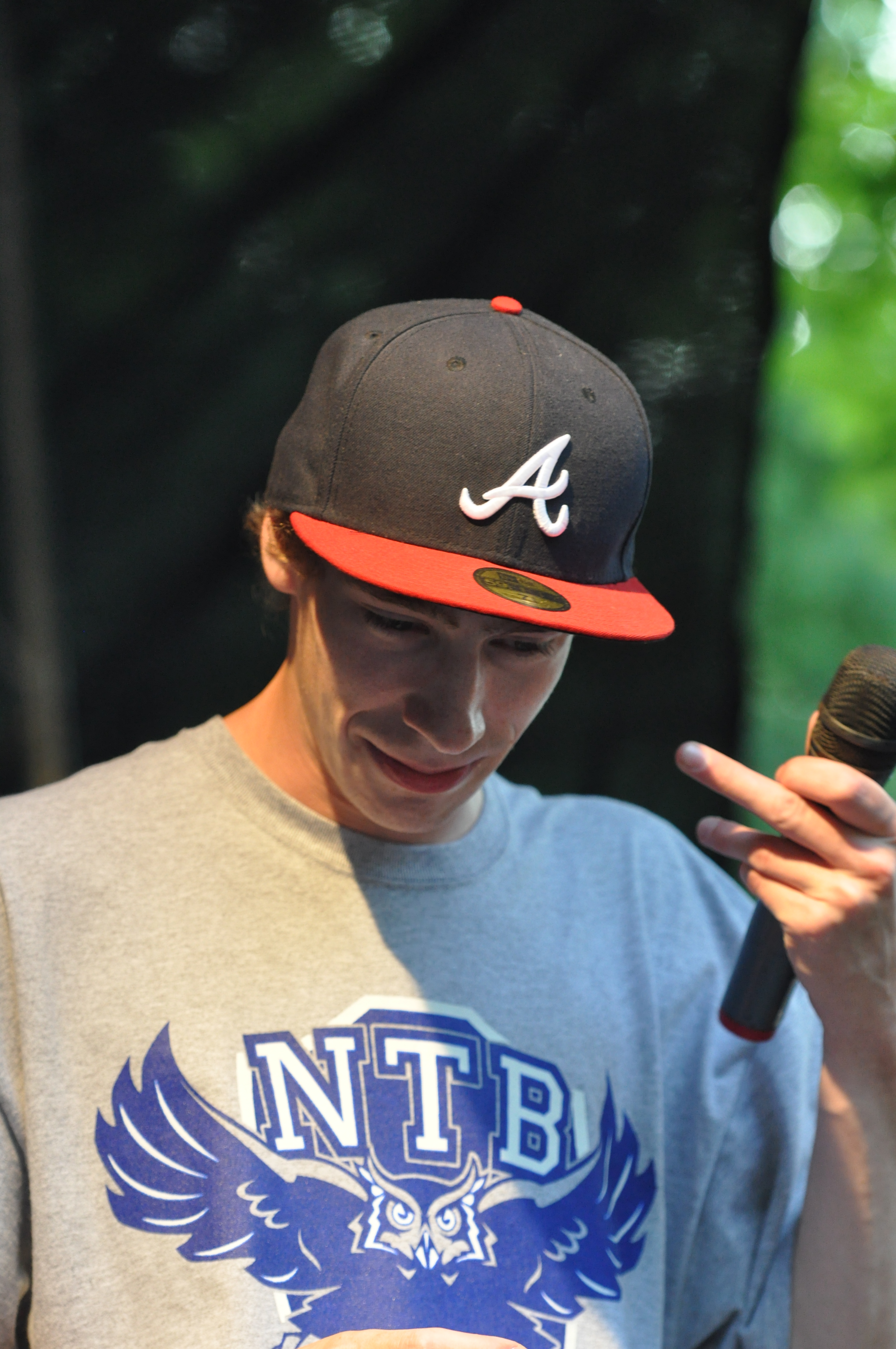
Jephza (2013)

Jephza (* 21. Januar 1990 in Köln; bürgerlich Jeffrey Philipp Dominic Giesa) ist ein deutscher Rapper. Der Künstlername setzt sich aus Buchstaben seines bürgerlichen Namens zusammen. Jephza steht bei dem Kasseler Musiklabel Lagunenstyles unter Vertrag.

## Biografie
Jephza wuchs in Bergheim auf und begann bereits in seiner frühen Jugend mit dem Verfassen von Gedichten und Texten. Im Alter von vierzehn Jahren zog er mit seiner Familie in den Westerwald, wo er sich intensiver mit Hip-Hop beschäftigte und eigene Songs produzierte. In den Jahren 2005 und 2006 verteilte er kostenlose Demotapes. Im Jahre 2008 veröffentlichte er das ebenfalls kostenlose Mixtape Straight Up. 2009 wurde Jephza nach einer Messerattacke ins Krankenhaus eingeliefert, welche er jedoch schwerverletzt überlebte.
Zu seinem zwanzigsten Geburtstag erschien die EP Artenvielfalt zum kostenfreien Download im Internet, in der er mit Songs wie Ich werd's überleben Ereignisse wie die Messerattacke verarbeitete. Am 21. Juni 2011 erschien Jephzas erstes Soloalbum Nachtwache. Die daraus stammende Videosingle Parkbänke erreichte bei Yavido TV Platz 2 der Zuschauercharts. Am 21. Dezember des gleichen Jahres veröffentlichte er die EP Holla At Ya Waldfee! mit seinem langjährigen Freund Davido. Am 21. Juni 2013 erschien mit Supertramp sein erster Tonträger auf CD. Am 15. Dezember 2017 erschien sein drittes Album Unterholz mit seinem DJ und Produzenten bitbeats über das Kasseler Label Lagunenstyles.

## Diskografie
Alben
- 2011: Nachtwache
- 2013: Supertramp
- 2017: Unterholz

EPs
- 2010: Artenvielfalt
- 2011: Holla At Ya Waldfee!

Mixtape
- 2008: Straight Up